# Rauvolfia sumatrana
Rauvolfia sumatrana là một loài thực vật có hoa trong họ La bố ma. Loài này được Jack miêu tả khoa học đầu tiên năm 1820.